# Serrat dels Arnaus
El Serrat dels Arnaus és una serra situada al municipi de Sant Feliu Sasserra (Bages), amb una elevació màxima de 536 metres.